# 黃尊素
黃尊素（1584年—1626年），字真長，號白安，浙江紹興府餘姚縣黃竹浦人，明朝政治人物。東林七君子之一，天啟六年（1626年）因忤魏忠賢而死於詔獄。

## 生平
黃尊素是萬曆四十三年（1615年）乙卯科浙江鄉試第五十八名舉人，四十四年（1616年）丙辰科三甲第一百八十三名進士。授寧國府推官，為官謇諤敢言，尤有深識遠慮，天啟二年（1622年）升山東道監察御史，論劾魏忠賢閹黨不遺餘力，天啟五年（1625年）上《士氣已竭》疏，三月巡視陝西茶馬，甫出都城，被工部營繕司主事曹欽程論劾助長高攀龍、魏大中氣焰，削籍為民。天啟六年（1626年）三月魏忠賢假蘇杭織造太監李實誣攀，遣人逮捕，黃尊素得悉後身穿囚服自行投案，下詔獄，被錦衣衛許顯純拷打，要求他交出贓款二千八百兩銀，自知將被謀害，叩首謝君父，賦詩一章，閏六月初一日在詔獄中自盡，享年四十三歲。與黃尊素同時死難的還有楊漣、左光斗、魏大中、周順昌、繆昌期、周宗建等人。

## 身後
崇禎元年（1628年）長子黃宗羲入京伸冤。朝廷為其平反，追贈太僕寺卿，蔭一子。父黃曰中同追贈太僕寺卿。南明弘光元年（1645年）追諡忠端。《明史》有傳。

## 著作
後人輯有《忠端公集》。

## 家族
祖父黃大綬；父黃曰中。母盧氏。
有五子：黃宗羲、黃宗炎、黃宗會、黃宗轅、黃宗彝。

## 延伸阅读
[在维基数据编辑]
 《明史卷二百四十五》，出自《明史》

| 東林七君子                                                   |
| ------------------------------------------------------------ |
| 高攀龍 · 周順昌 · 周起元 · 繆昌期 · 李應昇 · 周宗建 · 黃尊素 |